# Oecanthus similator
Oecanthus similator är en insektsart som beskrevs av Ichikawa 2001. Oecanthus similator ingår i släktet Oecanthus och familjen syrsor. Inga underarter finns listade i Catalogue of Life.